# Globasnitz
Globasnitz (Globasnica in sloveno) è un comune austriaco di 1 593 abitanti nel distretto di Völkermarkt, in Carinzia. Abitato anche da sloveni della Carinzia (42,1%), è un comune bilingue; il suo nome in sloveno è Globasnica. Tra il 1865 e il 1871 è stato aggregato al comune di Eberndorf.